# Evaza rossi
Evaza rossi är en tvåvingeart som beskrevs av James 1969. Evaza rossi ingår i släktet Evaza och familjen vapenflugor. Inga underarter finns listade i Catalogue of Life.